# Моссан-лез-Альпий
Моссан-лез-Альпий (фр. Maussane-les-Alpilles) — коммуна на юго-востоке Франции в регионе Прованс — Альпы — Лазурный Берег, департамент Буш-дю-Рон, округ Арль, кантон Салон-де-Прованс-1.
Площадь коммуны — 31,59 км², население — 2153 человека (2006) с тенденцией к росту: 2242 человека (2012), плотность населения — 71,0 чел/км².

## Население
Население коммуны в 2011 году составляло 2261 человек, а в 2012 году — 2242 человека.
| 1962 | 1968 | 1975 | 1982 | 1990 | 1999 | 2004 | 2006 | 2009 | 2011 | 2012 |
| ---- | ---- | ---- | ---- | ---- | ---- | ---- | ---- | ---- | ---- | ---- |
| 1212 | 1251 | 1352 | 1514 | 1886 | 1968 | 2155 | 2153 | 2076 | 2261 | 2242 |

Динамика населения:

## Экономика
В 2010 году из 1281 человек трудоспособного возраста (от 15 до 64 лет) 861 были экономически активными, 420 — неактивными (показатель активности 67,2 %, в 1999 году — 67,1 %). Из 861 активных трудоспособных жителей работали 766 человек (404 мужчины и 362 женщины), 95 числились безработными (38 мужчин и 57 женщин). Среди 420 трудоспособных неактивных граждан 103 были учениками либо студентами, 169 — пенсионерами, а ещё 148 — были неактивны в силу других причин.
На протяжении 2010 года в коммуне числилось 1005 облагаемых налогом домохозяйств, в которых проживало 2166,5 человек. При этом медиана доходов составила 21 тысяча 261 евро на одного налогоплательщика.